# Жорстокі ігри
«Жорстокі ігри» (англ. Cruel Intentions) — американський драматичний фільм 1999 року режисера та сценариста Роджера Камбла. Головні ролі виконали Сара Мішель Геллар, Раян Філліпп, Різ Візерспун і Сельма Блер. Фільм є адаптацією роману «Небезпечні зв'язки» письменника П'єра Шодерло де Лакло 1782 року, сюжет перенесений серед багатих підлітків, які відвідують старшу школу в сучасному Нью-Йорку.
Фільм розпочався як незалежне кіно з невеликим бюджетом, а потім був підхоплений Columbia Pictures. Випущений 5 березня 1999 року, отримав змішані критичні відгуки, але мав касовий успіх, заробивши $75 млн по всьому світу. Отримав два продовження у вигляді відеофільмів: приквел Жорстокі ігри 2 і продовження Жорстокі ігри 3.

## Сюжет
Себастьян Вальмонт і його зведена сестра Кетрін Мертей — представники золотої молоді Нью-Йорка. Себастьян — щасливий розбивач сердець. Розважається він тим, що спокушає дівчат і кидає їх, описуючи свої пригоди в особистому щоденнику. Кетрін розважає себе різноманітними інтрижками. Обох об'єднує цинізм і амбітність.
Себастьян знаходить собі чергову жертву — дівчину Аннетт Генґроув, доньку директора коледжу, в якому навчаються молоді люди. Ситуація ускладнюється тим, що Аннетт, як вона зізналася в інтерв'ю молодіжному журналу (у такому собі Маніфесті Діви), збирається зберігати цноту до весілля.
Кетрін пропонує Себастьяну парі: якщо він спокусить Аннетт, то Кетрін йому віддасться; в іншому випадку Себастьян віддасть їй свою машину — дорогий Jaguar XK140. За допомогою спільного знайомого Себастьян входить в довіру до Аннетт і починає її спокушати.
Несподівано Себастьян розуміє, що закохався в Аннетт, яка відповідає йому взаємністю. Вони проводять ніч кохання і відчувають себе щасливими. Однак Кетрін шантажує Себастьяна, під тиском своєї зведеної сестри він переступає через свої почуття і кидає свою любов.
Повернувшись до Кетрін, він дізнається, що став жертвою чергової, найпідступнішої і підлої інтриги своєї сестри. Зрозумівши свою помилку, він кидається до Аннетт, щоб все виправити. Він знаходить можливість передати їй свій щоденник. Тим часом Кетрін дзвонить Рональду Кліффорду, приятелю Сесілії Колдвелл, яку в недавньому минулому на прохання зведеної сестри Себастьян спокусив. Кетрін каже Рональду, що Себастьян вдарив її і поїхав у невідомому напрямку, а пізніше розповідає, що її брат був із Сесілією в інтимному зв'язку. Себастьян же всю ніч проводить біля будинку Аннетт. Втративши надію, він зустрічає Рональда і підтверджує, що у нього була інтрижка з його подругою. У бійці, що зав'язалася, на допомогу Себастьяну приходить Аннетт. Кліффорд випадково штовхає Аннетт на проїжджу частину, прямо під колеса авто. Себастьян кидається їй на допомогу, встигає врятувати кохану, але гине сам.
Як епілог на прощальній церемонії з Себастьяном в коледжі Аннетт виставляє на загальний огляд сторінки з потаємного «щоденника серцевих перемог» Вальмонта, що змогло розкрити інтриги і справжнє обличчя Кетрін, показати її справжнє життя в коледжі. У заключній сцені фільму Аннетт їде кудись на дорогому автомобілі свого загиблого друга.

## Ролі
- Сара Мішель Геллар — Кетрін Мертел
- Раян Філліпп — Себастьян Вальмон
- Різ Візерспун — Аннет Генґроув
- Сельма Блер — Сесіль Колдвелл
- Луїза Флетчер — Гелен Роузмонд
- Свузі Керц — д-р Регіна Грінбаум
- Шон Патрік Томас — Рональд Кліффорд
- Крістін Баранскі — Банні Колдвелл
- Джошуа Джексон — Блейн Таттл
- Ерік Мабіус — Грег Макконнелл
- Тара Рейд — Марсі Грінбаум

## Нагороди
| Рік  | Церемонія                        | Категорія                                                   | Результат |
| ---- | -------------------------------- | ----------------------------------------------------------- | --------- |
| 2000 | Blockbuster Entertainment Awards | Улюблена жіноча роль другого плану (Різ Візерспун)          | Перемога  |
| 2000 | Golden Slate Awards              | Найкращий оригінальний саундтрек                            | Перемога  |
| 2000 | Golden Slate Awards              | Найкраща акторка в головній ролі (Сара Мішель Геллар)       | Номінація |
| 2000 | Golden Slate Awards              | Найкращий фільм                                             | Номінація |
| 2000 | Golden Slate Awards              | Найкращий саундтрек до фільму                               | Перемога  |
| 2000 | Golden Slate Awards              | Найкраще підліткове кіно                                    | Номінація |
| 2000 | MTV Movie Awards                 | Найкраща жіноча гра (Сара Мішель Геллар)                    | Перемога  |
| 2000 | MTV Movie Awards                 | Найкращий поцілунок (Сара Мішель Геллар, Сельма Блер)       | Перемога  |
| 2000 | MTV Movie Awards                 | Найкраща чоловіча гра (Раян Філліпп)                        | Номінація |
| 2000 | MTV Movie Awards                 | Найкращий лиходій (Сара Мішель Геллар)                      | Номінація |
| 2000 | Teen Choice Awards               | Найкращий фільм-драма                                       | Перемога  |
| 2000 | Teen Choice Awards               | Найкращий актор (Раян Філліпп)                              | Номінація |
| 2000 | Teen Choice Awards               | Найкраща акторка (Різ Візерспун)                            | Номінація |
| 2000 | Teen Choice Awards               | Найсексуальніша любовна сцена (Різ Візерспун, Раян Філліпп) | Номінація |

## Критика
Rotten Tomatoes дав фільму оцінку 49% на основі відгуків 78 критиків, або середній бал 5,3/10.
Фільм мав комерційний успіх, зібрав $13 020 565 в перший уїк-енд, випущений в 2312 кінотеатрах, заробив $75 902 208 в усьому світі. 

## Цікаві факти
- Точний переклад англійської назви — «Жорстокі наміри».
- На відміну від інших екранізацій роману «Небезпечні зв'язки» дія перенесена в сучасний Нью-Йорк (США), а вік деяких героїв зменшений для того, щоб наблизити фільм до підліткової аудиторії.
- Температура води в басейні була всього близько 4 з половиною градусів за Цельсієм.
- Режисер і сценарист Роджер Камбл написав сценарій за 12 днів.
- Композитор Джон Оттман написав музику для трейлера фільму. Однак незадовго до початку зйомок картини його замінили на Едварда Шірмура.
- Порнозірка Аліша Клесс знялася в невеликій ролі черлідерши, проте сцена з її участю була вирізана з фінальної версії фільму.
- У червні того ж року (1999) Райан Філліпп і Різ Уізерспун одружилися.
- На обкладинці журналу, в якому Аннетт розмістила Маніфест Невинності, було фото Дженніфер Лав Хьюітт, яка за рік до цього фільму знімалася разом з Райаном і Сарою Мішель в трилері «Я знаю, що ви зробили минулого літа».
- Під час зйомок ляпаса Різ Уізерспун так увійшла в роль, що дійсно вдарила Райана — реакція актора була природною. Саме ця сцена і увійшла в фільм.
- Крістін Баранскі, що знімалася всього 3 дні, погодилася на роль тільки тому, що її дочки були фанатами серіалу «Баффі — винищувачка вампірів», в якому Сара виконала головну роль.
- Фільм відзняли за 6 тижнів.